# Гагамару Масару
Гагамару Масару (Теймураз Джугели, груз. თეიმურაზ ჯუღელი) (род. 23 февраля 1987) — бывший профессиональный борец сумо грузинского происхождения, третий этнический грузин после Коккая и Тотиносина, поднявшийся до высшего дивизиона макуути. Дебют в профессиональном сумо сделал в ноябре 2005 года, поднявшись в дивизион дзюрё в 2009 и в дивизион макуути в июле 2011. Первоначально принадлежал к школе Кисэ, затем выступал за школу Китаноуми, но после открытия заново школы Кисэ перешёл туда. Высочайший ранг, которого он достиг — комусуби. Он получил три специальных награды за боевой дух и занял второе место в одном из турниров. С весом 211 кг (август 2012 года) он периодически являлся самым тяжёлым сэкитори.

## Карьера
Теймураз Джугели родился в Тбилиси. Первоначально он занимался дзюдо и самбо. В возрасте 16 лет он одержал победу в национальных чемпионатах среди юниоров по обоим этим видам спорта. Получив приглашение тренироваться в юношеской сборной Грузии по сумо, он поехал со сборной на чемпионат мира по сумо среди юниоров 2005 года в Осаке (в команде был будущий грузинский озеки Тотиносин). Гагамару занял третье место в личном и второе в командном зачёте. Оставшись после турнира в Японии, он присоединился к хэе Кисэ. Его дебют в качестве профессионального борца сумо состоялся в ноябре 2005 года.
Гагамару быстро поднялся из нижних дивизионов, спустя год после дебюта (в ноябре 2006) он уже достиг ранга макусита. Борец строил планы по возвращению домой для того чтобы навестить семью, но его отец погиб в автомобильной катастрофе. Гагамару решил почтить память своего отца и превзойти остальных грузинских товарищей — борцов сумо, поднявшись до ранга сэкитори. Этого он добился в сентябре 2009 года, одержав победу (юсё) в турнире дивизиона макусита, поставив рекорд в 7 побед без поражений. На пресс-конференции Гагамару воздал должное памяти отца.
В ходе своего дебюта в турнире дивизиона дзюрё Гагамару добился показателя катикоси (результат 8-7), а в следующем турнире в январе 2010 одержал победу (юсё) с результатом 12-3. В мае он добился результата 10-5 и стал 1-м дзюрё, обеспечив себе продвижение в дивизион макуути. Он дебютировал в этом дивизионе в июле, находясь в составе недавно расширенной хэе Китаноуми. Школа, где он начинал, была закрыта, поскольку её основатель и руководитель (ояката) оказался вовлечён в скандал по поводу продажи билетов на турниры предполагаемым членам якудзы. Достигнув ранга маэгасиры № 12 он показал результат 5-10, проиграв 4 последние схватки, но остался в дивизионе для участия в следующем турнире в сентябре 2010 года, где добился победного результата 10-5. В ноябрьском турнире в Кюсю он начав со старта в 1-5 показал результат 9-6, продвинувшись таким образом до ранга маэгасира № 6.
Гагамару неудачно выступил в январском турнире 2011 года. Показав результат 2-4 после 6 дней он пошёл выпить со своим товарищем борцом сумо грузинского происхождения Коккаем, они предположительно подрались в ресторане индийской кухни в токийском районе Сумида, причинив ущерб собственности. Оба получили выговор от Ассоциации сумо за неподобающее поведение в ходе турнира. Гагамару закончил турнир со скромным показателем 5-10, опустившись до ранга маэгасиры № 14. На майском квалификационном турнире он выступил с результатом 4-7 одержав 4 победы подряд и завоевав победный рекорд. Выступая на сентябрьском турнире 2011 года он одержал 10 побед подряд, в том числе победу над Баруто (Гагамару первый раз встретился с борцом ранга одзэки). Этот турнир он закончил с показателем 11-4 и удостоился своей первой награды за боевой дух. Он поднялся до ранга маэгасиры № 3, но встречаясь с борцами высшего дивизиона смог победить только в двух встречах. Выступив на январском турнире 2012 он сумел изменить этот показатель, разделив второе место с ёкодзуной Хакухо и на две победы отстал от победителя турнира Баруто. За это достижение он удостоился второй специальной награды за боевой дух. К мартовскому турниру Гагамару продвинулся до звания комусуби, став первым борцом из хэи Китаноуми, достигшим уровня саньяку, с момента её основания в 1985 году. Первые шесть матчей этого турнира он проиграл, на второй неделе выступил лучше но всё равно показал низкий результат (6-9), утратил звание комусуби и скатился обратно в маэгасиры. На майском турнире он выступал в ранге маэгасира № 2 и победил одзэки Харумафудзи, но тем не менее закончил турнир с показателем 5-10.
Сикона Гагамару была дана оякатой хэи Кисэ бывшим борцом сумо Хигоноуми из прозвища Джугхели «Гага». С тех пор он получил неофициальное прозвище «леди Гага Мару». Разговаривая с репортёрами в 9-й день сентябрьского турнира, он пошутил: «Позвольте мне сказать вам, что меня называли Гагой со времени рождения. Это я — настоящий Гага».
Гагамару оставил январский турнир 2020 года после проигрыша первых двух матчей и в течение года не принимал участия в дальнейших турнирах, его ранг опустился до дзёнидан № 46. На десятый день ноябрьского турнира 2020 года объявил об отставке. На пресс-конференции объявил о хронических проблемах с коленом как о причине отставки. Наиболее запомнившимися матчами он назвал победу над Харумафудзи и победу над одзэки Баруто в    2011 году. Гагамару планирует остаться жить в Японии, где прожил 15 лет.

## Стиль борьбы
Гагамару борец стиля оси-сумо, он использовал тактику напора и толкания. Наиболее часто он побеждал используя приём оси-даси (выталкивание противника за пределы круга).

## Результаты с дебюта в профессиональном сумо
| Год в сумо | Январь Хацу басё, Токио     | Март Хару басё, Осака                            | Май Нацу басё, Токио       | Июль Нагоя басё, Нагоя                            | Сентябрь Аки басё, Токио                         | Ноябрь Кюсю басё, Фукуока           |
| --- | --------------------------- | ------------------------------------------------ | -------------------------- | ------------------------------------------------- | ------------------------------------------------ | ----------------------------------- |
| 2005 | x                           | x                                                | x                          | x                                                 | x                                                | (Маэдзумо)                          |
| 2006 | Дзёнокути #34 запада 7–0    | Дзёнидан #28 востока 6–1                         | Сандаммэ #64 запада 4–3    | Сандаммэ #45 запада 5–2                           | Сандаммэ #16 запада 5–2                          | Макусита #55 запада 6–1             |
| 2007 | Макусита #24 запада 3–4     | Макусита #35 востока 3–4                         | Макусита #46 запада 4–3    | Макусита #39 востока 3–4                          | Макусита #48 востока 2–5                         | Сандаммэ #12 запада 6–1             |
| 2008 | Макусита #35 запада 4–3     | Макусита #27 запада 3–4                          | Макусита #35 востока 2–5   | Макусита #54 запада 4–3                           | Макусита #43 запада 4–3                          | Макусита #32 запада 6–1             |
| 2009 | Макусита #13 востока 6–1    | Макусита #3 востока 3–4                          | Макусита #6 запада 4–3     | Макусита #5 запада 3–4                            | Макусита #10 востока 7–0                         | Дзюрё #14 востока 8–7               |
| 2010 | Дзюрё #13 востока 12–3      | Дзюрё #3 востока 8–7                             | Дзюрё #1 запада 10–5       | Маэгасира #12 востока 5–10                        | Маэгасира #15 востока 10–5                       | Маэгасира #10 востока 9–6           |
| 2011 | Маэгасира #6 запада 5–10    | Отмена басё 0–0–15                               | Маэгасира #14 востока 8–7  | Маэгасира #7 запада 5–10                          | Маэгасира #11 запада 11–4 Д                      | Маэгасира #3 запада 2–13            |
| 2012 | Маэгасира #10 запада 12–3 Д | Комусуби востока 6–9                             | Маэгасира #2 запада 5–10   | Маэгасира #7 востока 10–5                         | Маэгасира #2 запада 4–11                         | Маэгасира #7 востока 8–7            |
| 2013 | Маэгасира #4 востока 6–9    | Маэгасира #6 востока 5–10                        | Маэгасира #11 запада 11–4  | Маэгасира #2 запада 3–12                          | Маэгасира #9 востока 6–9                         | Маэгасира #13 запада 8–7            |
| 2014 | Маэгасира #12 востока 8–7   | Маэгасира #9 запада 6–9                          | Маэгасира #14 востока 7–8  | Маэгасира #15 востока 5–10                        | Дзюрё #3 запада 5–10                             | Дзюрё #5 запада 8–7                 |
| 2015 | Дзюрё #2 запада 11–4        | Маэгасира #15 запада 11–4                        | Маэгасира #6 востока 7–8 ★ | Маэгасира #6 запада 6–9                           | Маэгасира #9 востока 6–9                         | Маэгасира #11 востока 8–7           |
| 2016 | Маэгасира #9 запада 7–8     | Маэгасира #10 востока 5–10                       | Маэгасира #15 востока 6–9  | Дзюрё #1 востока 8–7                              | Маэгасира #12 востока 5–10                       | Маэгасира #16 востока 8–7           |
| 2017 | Маэгасира #13 востока 5–10  | Дзюрё #2 востока 7–8                             | Дзюрё #3 востока 9–6       | Маэгасира #16 востока 3–12                        | Дзюрё #7 запада 5–10                             | Дзюрё #12 востока 10–5              |
| 2018 | Дзюрё #5 запада 8–7         | Дзюрё #5 востока 8–7                             | Дзюрё #2 запада 4–11       | Дзюрё #9 запада 7–8                               | Дзюрё #12 востока 6–9                            | Макусита #1 востока 5–2             |
| 2019 | Дзюрё #14 востока 8–7       | Дзюрё #8 востока 8–7                             | Дзюрё #7 востока 9–6       | Дзюрё #2 запада 3–12                              | Дзюрё #10 востока 6–9                            | Дзюрё #12 запада 1–12–2             |
| 2020 | Макусита #9 востока 0–3–4   | Макусита #44 запада Пропустил из-за травмы 0–0–7 | Отмена басё 0–0–15         | Сандаммэ #28 востока Пропустил из-за травмы 0–0–7 | Сандаммэ #85 запада Пропустил из-за травмы 0–0–7 | Дзёнидан #46 востока Отставка 0–0–5 |
| Результат приведен как победил-проиграл-снялся Победа Малый кубок Отставка Не выступал в макуути Специальные призы: Д=За боевой дух (Канто-сё); В=За выдающееся выступление (Сюкун-сё); Т=За техническое совершество (Гино-сё) Ещё показаны: ★=Кимбоси; P=Участие в дополнительном финале Лиги: Макуути — Дзюрё — Макусита — Сандаммэ — Дзёнидан — Дзёнокути Ранги макуути: Ёкодзуна — Одзэки — Сэкивакэ — Комусуби — Маэгасира |                             |                                                  |                            |                                                   |                                                  |                                     |